# Gran Canaria
Gran Canaria är den tredje största ön av de tretton öarna i den spanska ögruppen Kanarieöarna i Atlanten. Med 850 391 invånare är det den näst mest befolkade ön på Kanarieöarna. Den är liksom alla de kanariska öarna en vulkanö, och den ligger 190 kilometer från Afrikas nordvästra kust. Den ligger sydost om Teneriffa och väster om Fuerteventura. 

## Historia
Kanarieöarna har varit befolkade i cirka 2 800 (eller kanske så mycket som 3 000) år. De första människorna som bosatte sig på öarna var av de sjöfarande folken från länderna runt Medelhavet, till exempel fenicier och romare. Man jagade en viss pälssäl och fiskade i vattnen runt öarna, och vissa källor hävdar även att många länder deporterade förbrytare till öarna.
På 400-talet föll dock öarna i glömska från den europeiska historien och det skulle komma att dröja många hundra år innan någon från Europa återupptäckte öarna.
Den största prekoloniala invandringen till öarna sker dock på 700-talet, då arabiska styrkor invaderar Afrikas nordliga områden. Många av berberstammarna som då och än idag lever i Atlasbergen tvingades fly västerut för att undkomma araberna. Det är dessa berber som kom att prägla öarna med sin kultur, sitt språk och sin religion, och det var ättlingar till dessa som européerna mötte när man återupptäckte öarna.
Den italienske upptäcktsresanden Lancelotto Malocello bosatte sig 1312 på en av öarna, som därefter kom att kallas Lanzarote, och det är även han som betraktas som återupptäckaren av ögruppen efter den långa isoleringen från Europa. 
Vid tiden då öarna återupptäcktes av européerna, beboddes de av urinvånare som benämndes efter öarna de bodde på. Guancherna på Teneriffa är de mest kända, och ordet Guanche används ofta idag lite missvisande som samlingsnamn för alla öarnas olika urbefolkningar. 
Gran Canaria utropades den 29 april 1483 till spansk, sedan den sista gerillaledaren Bentechuyu tagit sitt liv då han insåg att erövrarna var för starka för att han skulle kunna stå emot. Sista slaget stod i nedre delen av Caldera de Tirajana (Tirajanadalen) vid tre branta klippor mitt i dalen som belägrades av spanjorerna. När Bentechuyu och kanarierna insåg att de inte kunde övervinna spanjorerna, klättrade de till toppen av klipporna och hoppade ut för att slippa bli tagna till slavar. Klipporna kallas idag La Fortaleza ("Fortet"), men har även ett mer traditionellt namn, Ansite.

## Namnet Gran Canaria
På det språk som berberna talade kallades ön Tamarán, vilket betyder dadel eller dadelpalm. Troligtvis är namnet taget efter den kanariska dadelpalmen som växer både vilt och planterat på många platser på ön.
Namnet Canaria ansågs under en lång tid ha kommit av att det ska ha funnits hundar (efter latinets canis som betyder hund) på ön. Senare studier har dock visat att toponymen kommer av antroponymen canarii, en nordafrikansk berbisk stam från Atlasbergen. Enklare förklarat kommer alltså namnet Canaria, som senare även kom att omfatta hela arkipelagen, från en av de berberstammar som européerna mötte när de återupptäckte öarna.
Tillnamnet Gran (spanska för "stor") kommer från ett av de första slagen som stod om Gran Canaria, år 1405. Två äventyrare från Normandie som var understödda av spanska hovet, vid namn Jean de Béthencourt och Gadefeir de la Salle, kom med varsitt skepp till ön, men separerades av nordostpassaden som blåser förbi ön. När besättningen från ett av skeppen gick upp i dalen ovanför Arguineguin på öns sydkust, mötte de kanarierna och fick efter svåra strider fly tillbaka till skeppet. När de två äventyrarna senare återkom till Spanien, hävdade man att man mött enorma slagskämpar, stora människor, som man ju inte kunde förväntas vinna över. Namnet Gran kommer alltså från att man skulle ha mött "Gran Canarii".

## Geografi
Gran Canarias landyta är 1 560 kvadratkilometer och öns högsta topp, Pico de las Nieves, ligger på 1 949 meters höjd. Ön är cirkelformad och dess diameter är 50 kilometer.
Den högsta bergskedjan med öns högsta toppar heter med ett samlingsnamn Pozo de Las Nieves. Det finns även landmärken och naturmonument som till exempel den 70 meter höga monolitstenen Roque Nublo (1 813 m ö.h.) och klippan Roque Bentayga.
Ön är uppdelad i två delar. Den nordöstra delen, Neocanaria, har gamla formationer av sediment som har samlats på land. I området finns även vulkaniska formationer som till exempel Bandamakratern och kratrar efter vulkanutbrott i t.ex. Temisas och Tirajana. I regionen Telde är nivåskillnaderna stora och i dalarna finns bland annat orterna Guayadeque och Tirajana. Telde är Gran Canarias näst största stad (efter Las Palmas).
Den sydvästra delen av ön är det äldsta området och når också, tillsammans med de centrala delarna, den högsta altituden. Pico Faneque ligger en kilometer från kusten och når 1 096 meter över havet. I regionen ligger bland annat orterna Arguineguín och Fataga.

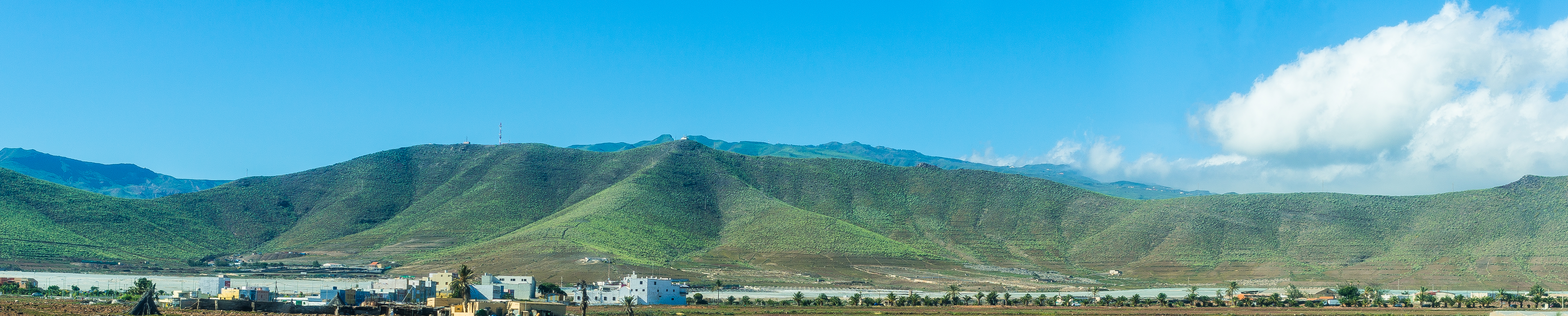
Gran Canaria utmed den östra kusten 2016.
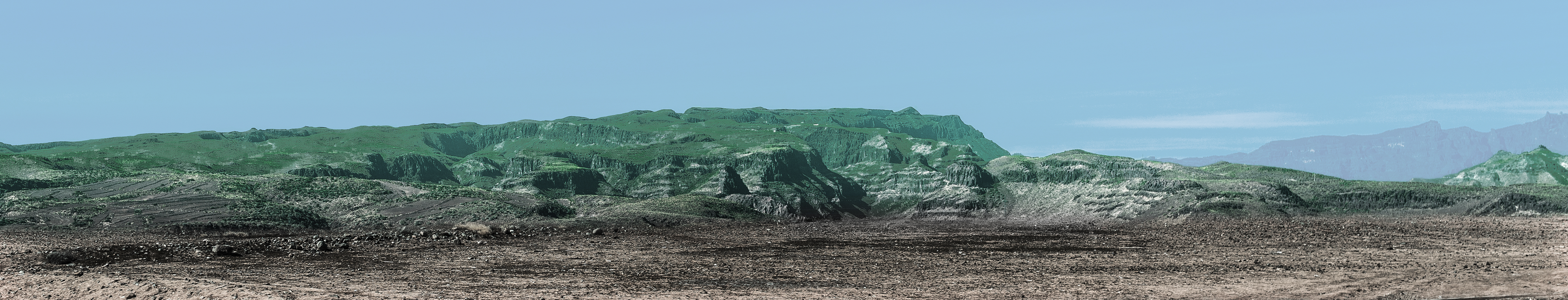
Gran Canaria utmed den sydöstra kusten 2016.

## Klimat
Klimatet på Gran Canaria är väldigt speciellt eftersom ön skapar sitt eget vädersystem, vilket resulterar i väldigt varierat klimat på olika platser runtom på ön.
Flera olika faktorer spelar in för att skapa öns väder. Framför allt är det nordostpassaden som tar med sig fukt in över ön från havet, och träffar norra och östra delen av ön. När den fuktiga luften trycks upp mot de högsta topparna på ön, kyls den ned så moln bildas och fukten i luften faller som nederbörd. Vinden blåser konstant och därför är det mycket fuktigare och molnigare på öns norra kust, nästan årets alla dagar.
Vinden trycks vidare längs öns ostkust, och just därför är Gran Canaria känt som ett av världens i särklass bästa platser för vindsurfing. Byn Pozo Izquierdo på ostkusten står ofta värd för världscuptävlingar m.m.
Sydkusten på ön klarar sig oftast undan både vind, moln och regn. Eftersom passadvinden skapar moln på nordkusten, hålls sydkusten mer eller mindre molnfri nästan alla årets dagar.
Temperaturen i havet är 18 °C i januari och 23 °C i augusti.
Normala temperaturer och nederbörd i Las Palmas:
|                                            | Jan | Feb | Mar | Apr | Maj | Jun | Jul | Aug | Sep | Okt | Nov | Dec |
| ------------------------------------------ | --- | --- | --- | --- | --- | --- | --- | --- | --- | --- | --- | --- |
| Normaldygnets maximitemperaturs medelvärde | 21  | 21  | 22  | 22  | 23  | 25  | 25  | 27  | 27  | 25  | 24  | 22  |
| Normaldygnets minimitemperaturs medelvärde | 15  | 15  | 15  | 16  | 17  | 19  | 20  | 21  | 21  | 20  | 18  | 16  |
|                                            |     |     |     |     |     |     |     |     |     |     |     |     |
| Nederbörd                                  | 18  | 24  | 14  | 7   | 2   | 0   | 0   | 0   | 10  | 13  | 18  | 27  |

| Diagram | temperaturer i °C • månadsnederbörd i mm | temperaturer i °C • månadsnederbörd i mm | temperaturer i °C • månadsnederbörd i mm | temperaturer i °C • månadsnederbörd i mm | temperaturer i °C • månadsnederbörd i mm | temperaturer i °C • månadsnederbörd i mm | temperaturer i °C • månadsnederbörd i mm | temperaturer i °C • månadsnederbörd i mm | temperaturer i °C • månadsnederbörd i mm | temperaturer i °C • månadsnederbörd i mm | temperaturer i °C • månadsnederbörd i mm | temperaturer i °C • månadsnederbörd i mm |
|         | 18 21 15                                 | 24 21 15                                 | 14 22 15                                 | 7 22 16                                  | 2 23 17                                  | 0 25 19                                  | 0 25 20                                  | 0 27 21                                  | 10 27 21                                 | 13 25 20                                 | 18 24 18                                 | 27 22 16                                 |

## Turistattraktioner

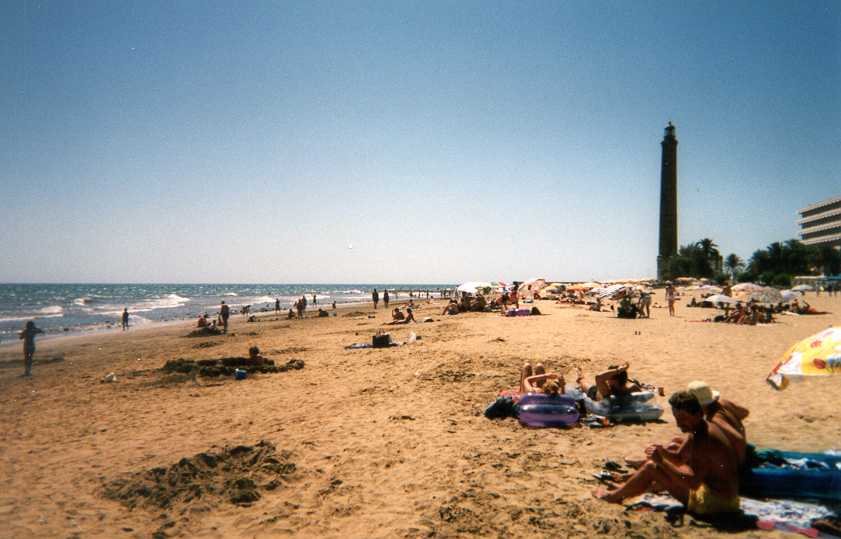
Maspalomas med fyren.

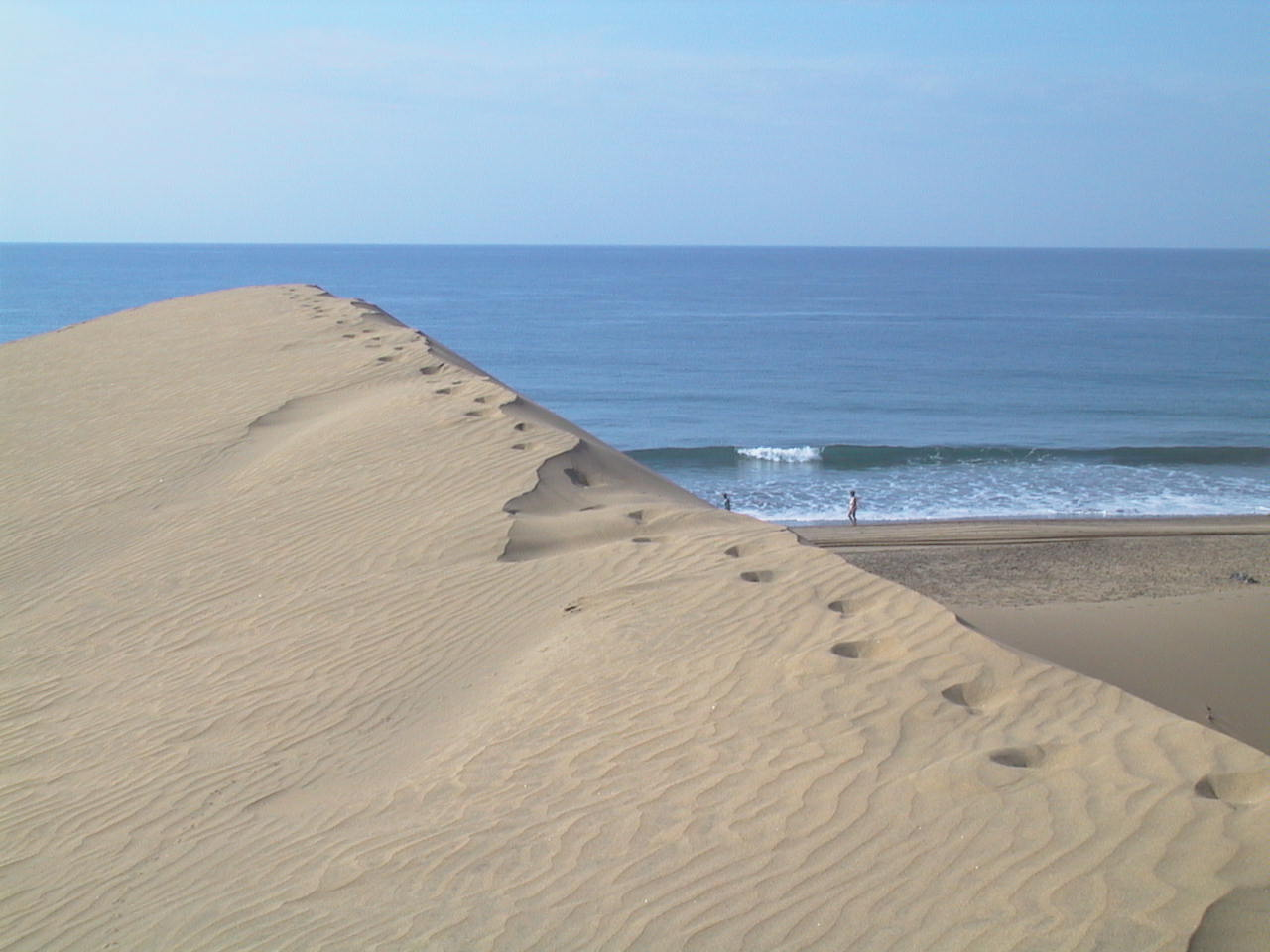
Maspalomas sanddyner med stranden i bakgrunden.

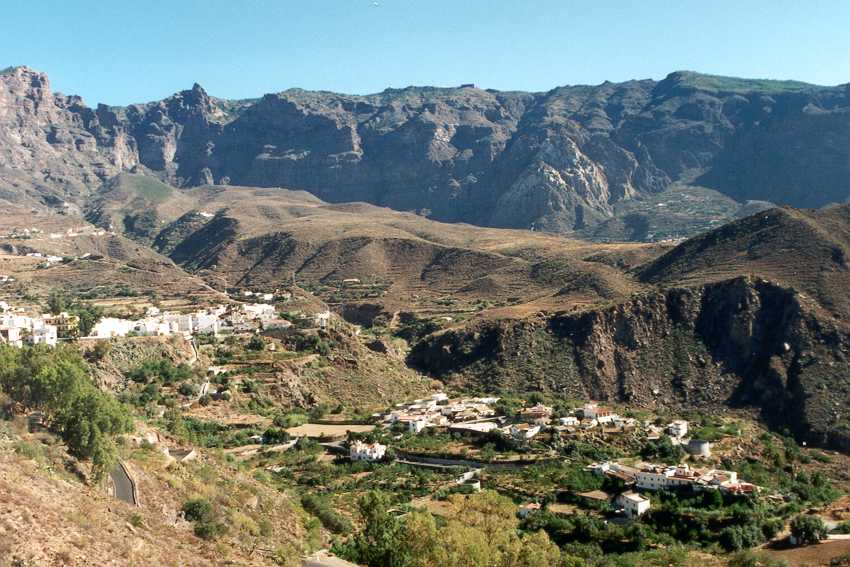
Berglandskap.

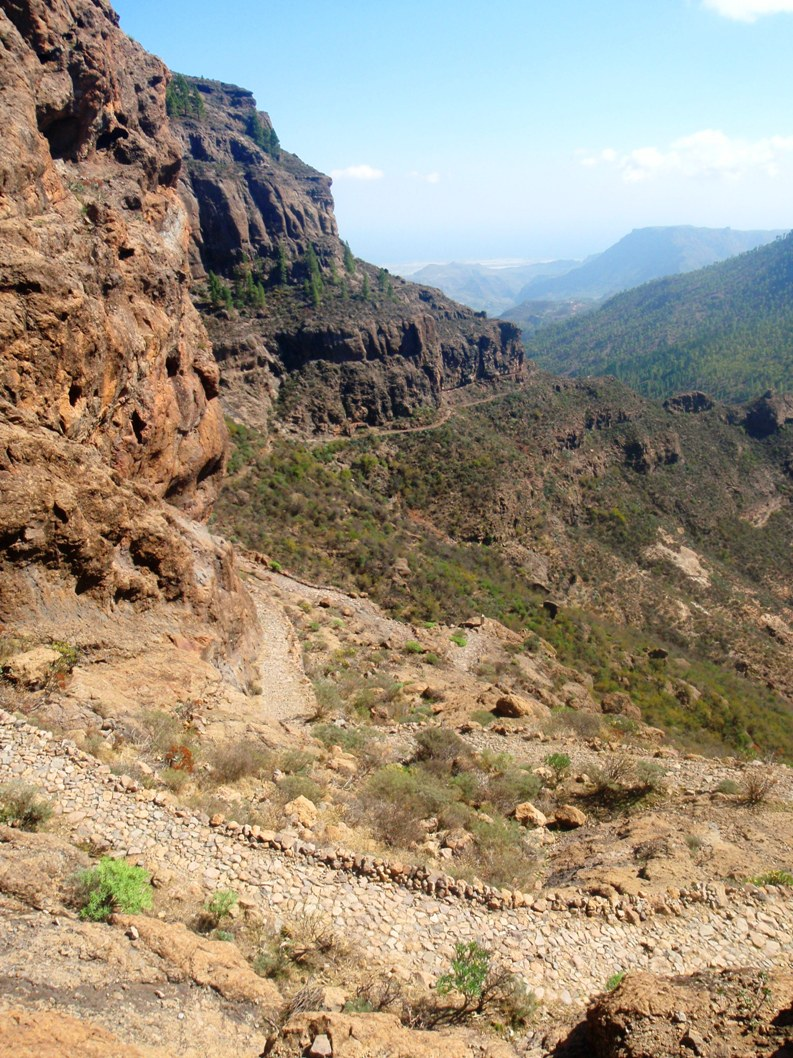
Hikingtrail Gran Canaria.

Ön kallas ofta för en minikontinent på grund av variationerna i klimatet och i landskapet. Den norra delen har lägre medeltemperatur med mer regn och betydligt mer grönska än den södra, som är varmare, har fler soltimmar och nästan inte har någon vegetation, bortsett från en del turistorter längs kusten. Öns ostkust är platt med många stränder och den västra/sydvästra delen är mer kuperad och bergig.
Det finns en stor fågelpark, Palmitos Park, på den södra delen. Där finns även de flesta semesterorterna som startar i de centrala delarna av den sydöstra delen i Maspalomasområdet, som innefattar de största turistorterna San Agustín, Playa del Inglés och Maspalomas. Maspalomas sanddyner är ett ökenområde som har fått sin sand från Sahara och det ligger mellan Playa del Inglés och Maspalomas. En av turistattraktionerna är fyren i västra Maspalomas. Mitt emellan Maspalomas och fågelparken finner man det stora vattenäventyrslandet Aqualand med sina 30 vattenrutschbanor.
Playa del Inglés är en populär ort för många europeiska homosexuella, med barer, restauranger och butiker framför allt i shoppingcentret Yumbo Centrum. En gaystrand och en nudiststrand finns vid Maspalomas ökenområde.
Västerut längs sydkusten ligger Arguineguin i Mogáns kommun. Marknaden som hålls varje tisdag i Arguineguin är den största på ön. Längre västerut ligger Puerto Rico och Puerto de Mogán.
Huvudstaden Las Palmas på norra ön har ett livligt stadsliv, och stranden Las Canteras ligger i hjärtat av staden. Las Palmas är känt för den årliga karnevalen.
Bland övriga turistattraktioner finns Banana Park, Roque Nublo (en 80 meter hög monolit), Cenebio de Valerón med omkring 290 grottor, och den botaniska trädgården Jardin Canario i Tafira Alta. Dedo de Dios, eller Guds finger var en stenspira som sköt upp ur havet utanför Puerto de Las Nieves och var tidigare kännetecknet för Kanarieöarna. Den förstördes i november 2005 av tropiska stormen Delta, som var den första tropiska stormen i Kanarieöarnas historia.
De flesta historiska monument är från tiden innan ön erövrades, även om en del justeringar har gjorts av lokalbefolkningen för att bevara dessa. Bland monumenten finns bland annat grottmålningarna i Gáldar och Valerónklostret i Santa María de Guía.

## Infrastruktur
De huvudsakliga kommunikationerna med fastlandet sker via hamnen Puerto de la Luz i Las Palmas, hamnen i Agaete och Aeropuerto de Gran Canaria (Las Palmas flygplats) som ligger 18 kilometer sydost om Las Palmas i Telde.
Gran Canaria har vägar som går runt hela ön och som förgrenas till bergsområdena. I slutet av 1900-talet öppnades en av Kanarieöarnas första motorvägar i området omkring Las Palmas och den utvidgades senare till att omfatta den norra, östra och en stor del av den södra kusten. De stora motorvägarna är GC1 (Las Palmas–Puerto Rico) och GC2 (Las Palmas–Agaete).
Motorvägen är senare utbyggd från Puerto Rico till sydkustens västligaste stad Puerto de Mogán och stod färdig 2013.

## Administrativ indelning
Ön är uppdelad i 21 kommuner:
| - Agaete - Agüimes - La Aldea de San Nicolás - Artenara - Arucas - Firgas - Gáldar - Ingenio | - Mogán - Moya - Las Palmas - San Bartolomé de Tirajana - Sta. Brígida - Sta. Lucía de Tirajana | - Santa María de Guía - Tejeda - Telde - Teror - Valleseco - Valsequillo - Vega de San Mateo |

Gran Canaria har 850 391 invånare (2011) varav 382 296 i öns huvudstad Las Palmas (2011). Las Palmas är även huvudstad i provinsen Las Palmas och i den autonoma regionen Kanarieöarna.

## Ekonomi
Den största inkomstkällan är turismen som har bidragit till att utveckla bygg- och tillverkningsindustrin på ön.

### Turism
Vid sidan av huvudstaden Las Palmas så är den södra ön viktigast för turismen. Maspalomas har ett ekosystem med sanddyner, Puerto Rico (som byggde konstgjorda stränder på 1960-talet), Puerto de Mogán och Meloneras som byggs ut allt mer på grund av den ökande turismen. De största turistattraktionerna är stränderna. Las Palmas i norr och San Agustín i söder är de två orterna på ön som vuxit ut till att bli de flesta svenskarnas favoritresmål på Gran Canaria. 1956 gick den första svenska charterresan till Las Palmas (den första svenska charterresan någonsin gick året innan, 1955, till Palma på Mallorca) och strax efteråt så började byggnationen av hotell i San Agustín dit de svenska turisterna snabbt hittade. 
Varje år besöks ön av 2,2 miljoner turister, varav ett stort antal besöker den södra delen. Gran Canaria var enligt Ticket Travel Group svenskarnas populäraste charterresmål under 00-talet.

### Jordbruk
De största exportprodukterna är bananer och tomater. Tomaterna odlas på den sydöstra delen av ön. Odlingarna ägs av stora bolag som hyr in arrendatorer. Kanariska bananer odlas på norra delen av ön, medan så kallade "EU-bananer" (dvs. bananer i "rätt" storlek enligt EU:s förordningar) odlas i växthus runt hela ön.

### Företag
Ikea har ett varuhus i ett kommersiellt område i stadsdelen Telde strax söder om huvudorten  Las Palmas.